# Боглачов Вадим Анатолійович
Вадим Анатолійович Боглачов (нар. 14 жовтня 1974, Краснодон, Сорокинський район, Луганська область) — український підприємець, меценат.

## Життєпис
Вадим народився на Луганщині, у м. Краснодон у сім'ї гірника. З дитинства мріяв стати будівельником. Після переїзду в м. Хмельницький, почав займатися підприємницькою діяльністю, а згодом заснував будівельну компанію «Агора», яка займається будівництвом багатоповерхових будинків, та допомагає в розвитку інфраструктури м. Хмельницького. За заслуги з відродження духовності в Україні та утвердження Помісної Української Православної Церкви — Боглачов В. А. нагороджений орденом Святого Миколая Чудотворця. Указ № 2737 від 13.12.2017 (Патріарх Київський Всієї Руси-України Філарет). 11.10.2018 року, нагороджений орденом Святого Рівноапостольного князя Володимира Великого III-го ступеня. Указ № 5166, (Патріарх Київський Всієї Руси-України Філарет). 
Одружений, донька Єлизавета.

## Доброчинність

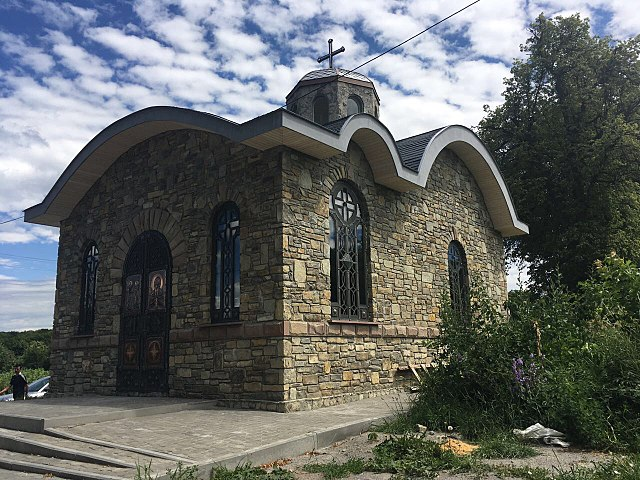
Церква Афанасія Афонського, у с. Іванківці

Свої доброчинні проекти розпочав у 2014-х, коли своїми коштами допоміг побудувати храм приподобного Афанасія Афонського, у селі Іванківці, що на Хмельниччині. Також підтримує дитячий футбольний клуб СК «Новатор», м. Хмельницького. Фінансував реставрацію старовинних ікон (вік — 250 р.) та жертвував на будівництво і ремонт храмових споруд Хмельниччини; У 2017 році, заснував команду з міні футболу під назвою "AGORA", яка до теперішнього часу займає перші місця, у чемпіонаті міста Хмельницького.

## Відзнаки
- Орден Св. Миколая Чудотворця (2017)
- Орден Святого рівноапостольного князя Володимира Великого (УПЦ КП) (2018)
- Народний бренд переможець в номінації «Кращий житловий комплекс» (2016)
- грамота Владики Хмельницької єпархії (за вагомий внесок у будівництво храму приподобного Афанасія Афонського) та інші відзнаки.